# Mehdi Bibak Asl
Mehdi Bibak Asl –en persa, مهدی بی‌باک اصل– (nacido el 20 de julio de 1978) es un deportista iraní que compitió en taekwondo. Ganó una medalla en el Campeonato Mundial de Taekwondo de 1997, y dos medallas en los Juegos Asiáticos en los años 1998 y 2006.

## Palmarés internacional
| Campeonato Mundial | Campeonato Mundial  | Campeonato Mundial | Campeonato Mundial |
| Año                | Lugar               | Medalla            | Categoría          |
| ------------------ | ------------------- | ------------------ | ------------------ |
| 1997               | Hong Kong (China)   | Medalla de plata   | –58 kg             |
| Juegos Asiáticos   |                     |                    |                    |
| Año                | Lugar               | Medalla            | Categoría          |
| 1998               | Bangkok (Tailandia) | Medalla de oro     | –58 kg             |
| 2006               | Doha (Catar)        | Medalla de plata   | –78 kg             |